# Landry (Saboia)
Landry é uma comuna francesa na região administrativa de Auvérnia-Ródano-Alpes, no departamento da Saboia. Estende-se por uma área de 10.62 km². Em 2010 a comuna tinha 841 habitantes (densidade: 79,2 hab./km²).